# Society of American Archivists
La Society of American Archivists (en français : « Société d'Archivistes Américains ») est la plus ancienne et la plus importante association d'archivistes en Amérique du Nord,.
Elle répond aux besoins de formation et d'information de plus de 5 000 archivistes individuels et membres institutionnels. Fondée en 1936, l'organisation est au service de plus de 6 200 personnes et institutions membres.

## Table ronde des Archivistes Gays et Lesbiennes
La table ronde des Archivistes Gays et Lesbiennes (en anglais : Diverse Sexuality and Gender Section) est un groupe au sein de la Société d'Archivistes Américains qui plaide pour la préservation des documents liés à l'histoire LGBT au sein de la profession d'archiviste.